# Pós-carga

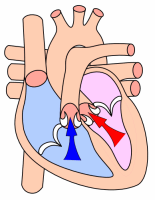
Sístole ventrícular. (A seta vermelha é o caminho a partir do ventrículo esquerdo até a aorta. A pós-carga depende muito da pressão aórtica.

Na fisiologia cardíaca, o termo pós-carga deve ser entendido como sendo a dificuldade enfrentada pelo ventrículo, durante o processo de ejeção. O fator que mais interfere na pós-carga é a resistência vascular periférica, porém, como esta não pode ser medida, utiliza-se a pressão arterial como parâmetro para avaliar a pós-carga. Quanto maior a pressão arterial, maior é a pós-carga, ou seja, mais difícil é a ejeção.
As vezes, a pós-carga é praticamente considerada como a resistência da circulação, em lugar da pressão.
O aumento da pós-carga, tanto no coração direito, como no coração esquerdo, provoca alterações ao nível das válvulas semilunares- as válvulas pulmonar e aórtica, respetivamente.